# Walter Haas (Politiker)
Walter Haas (* 9. Januar 1920 in Osnabrück; † 10. Februar 1996 ebenda) war ein deutscher Politiker (SPD).
Haas wurde in Osnabrück als Sohn des Gewerkschaftssekretärs Gustav Haas geboren. Er besuchte zunächst die Volksschule und dann die höhere Schule seiner Heimatstadt. Seine Schulausbildung musste er wegen der Verfolgung und dem Tod seines Vaters nach der Machtergreifung im Jahr 1933 abbrechen. Er begann eine Lehre als Maschinenschlosser, die er auch abschloss. Haas begann im Anschluss eine Tätigkeit bei den Klöckner-Werken in Osnabrück. Im Februar 1942 wurde er bis zum Ende des Zweiten Weltkrieges Soldat. Nach dem Krieg geriet er in Gefangenschaft. Im Jahr 1947 begann Haas eine Tätigkeit als Angestellter bei einer reichsgesetzlichen Krankenkasse, die er bis 1954 ausübte. 1954 wurde er Geschäftsführer der Arbeiterwohlfahrt in Osnabrück. Diese Stellung hatte er bis 1963 inne.
Haas wurde im Jahr 1945 Mitglied der SPD. Er wurde zum stellvertretenden Bezirksvorsitzenden der SPD für den Bezirk Weser-Ems gewählt worden. Im Jahr 1958 wurde er Mitglied des Parteirates. 

## Öffentliche Ämter
Haas wurde im Oktober 1946 zum Mitglied des Rates der Stadt Osnabrück gewählt. Im Rat wurde er 1953 zum SPD-Fraktionsvorsitzenden gewählt sowie ab 1955 zum Senator ernannt. Er wurde ferner zum Mitglied des Niedersächsischen Landtages in der vierten bis siebten Wahlperiode vom 4. Juli 1959 bis 20. Juni 1974 gewählt. Haas war Vizepräsident des Niedersächsischen Landtages vom 8. Juli 1970 bis 20. Juni 1974.

## Ehrungen
Haas ist Träger des Verdienstkreuzes 1. Klasse des Niedersächsischen Verdienstordens und des Verdienstkreuzes 1. Klasse des Verdienstordens der Bundesrepublik Deutschland. 1986 erhielt er die Justus-Möser-Medaille der Stadt Osnabrück.

## Quelle
- Barbara Simon: Abgeordnete in Niedersachsen 1946–1994. Biographisches Handbuch. Hrsg. vom Präsidenten des Niedersächsischen Landtages. Niedersächsischer Landtag, Hannover 1996, S. 134–135.

| Personendaten    | Personendaten                  |
| ---------------- | ------------------------------ |
| NAME             | Haas, Walter                   |
| KURZBESCHREIBUNG | deutscher Politiker (SPD), MdL |
| GEBURTSDATUM     | 9. Januar 1920                 |
| GEBURTSORT       | Osnabrück                      |
| STERBEDATUM      | 10. Februar 1996               |
| STERBEORT        | Osnabrück                      |